# Il ritorno dei giocattoli assassini
Il ritorno dei giocattoli assassini (Puppet Master 4: The Demon) è un film del 1993 diretto da Jeff Burr, quarto capitolo della saga di film horror Puppet Master.
Il film è il quarto capitolo della saga di Puppet Master, nonostante il titolo italiano lo faccia apparire come il sequel di Giocattoli assassini (Dollman vs. Demonic Toys, secondo capitolo della saga di Demonic Toys).

## Trama
L'elisir che rende vivi i pupazzi è ora in mano del protagonista Andre Toulon, dopo che gli è stato donato da un mago chiamato Afzel. Il problema è che quest'ultimo lo ha rubato ad un demone chiamato Sutek. Egli, aiutato dai suoi spaventosi seguaci, si scatena contro coloro che si stanno avvicinando alla verità dell'elisir di vita. Sutek però deve fare i conti anche con Rick, la sua fidanzata e i suoi nuovi amici risvegliati: i pupazzi...